# Hemiteles priscus
Hemiteles priscus là một loài tò vò trong họ Ichneumonidae.